# Horta del Valira
L'Horta del Valira era un nucli disseminat de la ciutat de la Seu d'Urgell i actualment després de la urbanització de la zona és un nou barri. Està situat a la riba dreta del riu la Valira, a prop de Castellciutat. Concretament és situat a llevant de la Seu d'Urgell on s'acaba l'eixample i el barri de Santa Magdalena i la zona coneguda com a Beverly Hills.
L'Horta del Valira fins fa poc era una zona de prats d'herba i de nuclis disseminats. Després d'haver-se urbanitzat, aquesta nova àrea, a més de noves zones per habitatges, aporta a la ciutat parcel·les de sòl públic de mida considerable. Unes amb la finalitat de formar part del Parc Territorial del riu Valira, continuïtat del Parc de la Valira i d'altres per la residència de gent gran, el futur Hospital comarcal, el teatre municipal i una nova escola de Primària.
L'estudi definitiu va introduir justament modificacions en el sector més proper al meandre del riu Valira, pel risc d'inundabilitat. El pla urbà també deixa la porta oberta a un futur accés a la Seu pel sud de Castellciutat, que es faria a llarg termini tot travessant la serra mitjançant un túnel i creuant la Valira amb un nou pont.

Mapa del municipi de la Seu d'Urgell.